# Wayne Arthurs
Wayne Arthurs (* 18. März 1971 in Adelaide) ist ein ehemaliger australischer Tennisspieler.

## Karriere
Der für seinen starken Aufschlag bekannte Linkshänder konnte in seiner Karriere auf der ATP Tour einen Titel im Einzel und zwölf im Doppel gewinnen sowie ein weiteres Einzel- und 15 Doppelfinals erreichen. Zudem gehörte er 2003 dem im Davis Cup siegreichen australischen Team an.
Seine höchste Platzierung in der Tennis-Weltrangliste erreichte er im Einzel mit Rang 44 im Juli 2001 und im Doppel mit Platz 11 im November 2003.

## Erfolge
| Legende                       |
| Grand Slam                    |
| Tennis Masters Cup            |
| ATP Masters Series (3)        |
| International Series Gold (2) |
| International Series (7)      |
| ATP Challenger Tour (6)       |

### Einzel

#### Turniersiege

##### ATP Tour
| Nr. | Datum        | Turnier    | Belag     | Finalgegner | Ergebnis |
| --- | ------------ | ---------- | --------- | ----------- | -------- |
| 1.  | 6. März 2005 | Scottsdale | Hartplatz | Mario Ančić | 7:5, 6:3 |

##### Challenger Tour
| Nr. | Datum            | Turnier  | Belag     | Finalgegner       | Ergebnis       |
| --- | ---------------- | -------- | --------- | ----------------- | -------------- |
| 1.  | 8. Dezember 1997 | Perth    | Hartplatz | Todd Larkham      | 7:5, 7:6       |
| 2.  | 5. Juni 2000     | Surbiton | Rasen     | Laurence Tieleman | 4:6, 7:66, 6:4 |
| 3.  | 31. Juli 2000    | Wrexham  | Hartplatz | Ladislav Švarc    | 6:2, 6:4       |

#### Finalteilnahmen
| Nr. | Datum         | Turnier    | Belag | Finalgegner    | Ergebnis       |
| --- | ------------- | ---------- | ----- | -------------- | -------------- |
| 1.  | 17. Juni 2002 | Nottingham | Rasen | Jonas Björkman | 2:6, 7:65, 2:6 |

### Doppel

#### Turniersiege

##### ATP Tour
| Nr. | Datum              | Turnier         | Belag         | Partner          | Finalgegner                          | Ergebnis      |
| --- | ------------------ | --------------- | ------------- | ---------------- | ------------------------------------ | ------------- |
| 1.  | 18. September 1994 | Bukarest        | Sand          | Simon Youl       | Jordi Arrese José Antonio Conde      | 6:4, 6:4      |
| 2.  | 27. Juli 1997      | Kitzbühel       | Sand          | Richard Fromberg | Thomas Buchmayer Thomas Strengberger | 6:4, 6:3      |
| 3.  | 3. Mai 1998        | Prag            | Sand          | Andrew Kratzmann | Fredrik Bergh Nicklas Kulti          | 6:1, 6:1      |
| 4.  | 23. August 1998    | New Haven       | Hartplatz     | Peter Tramacchi  | Sébastien Lareau Alex O’Brien        | 7:6, 1:6, 6:3 |
| 5.  | 9. Mai 1999        | Hamburg Masters | Sand          | Andrew Kratzmann | Paul Haarhuis Jared Palmer           | 2:6, 7:6, 6:2 |
| 6.  | 11. Juli 1999      | Newport         | Rasen         | Leander Paes     | Sargis Sargsian Chris Woodruff       | 6:7, 7:6, 6:3 |
| 7.  | 23. Februar 2003   | Rotterdam       | Hartplatz (i) | Paul Hanley      | Roger Federer Maks Mirny             | 7:6, 6:2      |
| 8.  | 11. Mai 2003       | Rom Masters     | Sand          | Paul Hanley      | Michaël Llodra Fabrice Santoro       | 6:1, 6:3      |
| 9.  | 28. September 2003 | Shanghai        | Hartplatz     | Paul Hanley      | Zeng Shaoxuan Zhu Benqiang           | 6:2, 6:4      |
| 10. | 2. November 2003   | Paris Masters   | Teppich (i)   | Paul Hanley      | Michaël Llodra Fabrice Santoro       | 6:3, 1:6, 6:3 |
| 11. | 13. Februar 2005   | San José        | Hartplatz (i) | Paul Hanley      | Yves Allegro Michael Kohlmann        | 7:6, 6:4      |
| 12. | 16. Oktober 2005   | Stockholm       | Hartplatz (i) | Paul Hanley      | Leander Paes Nenad Zimonjić          | 5:3, 5:3      |

##### Challenger Tour
| Nr. | Datum             | Turnier       | Belag     | Partner         | Finalgegner                  | Ergebnis      |
| --- | ----------------- | ------------- | --------- | --------------- | ---------------------------- | ------------- |
| 1.  | 26. Juli 1993     | Winnetka      | Hartplatz | Mark Petchey    | Patrick Rafter Sandon Stolle | 7:6, 6:7, 6:4 |
| 2.  | 1. September 1997 | Edinburgh     | Sand      | Grant Doyle     | Chris Haggard James Holmes   | 4:6, 6:2, 6:2 |
| 3.  | 16. November 1998 | Rancho Mirage | Hartplatz | Peter Tramacchi | Todd Larkham Grant Silcock   | 6:3, 3:6, 6:3 |

#### Finalteilnahmen
| Nr. | Datum              | Turnier       | Belag         | Partner             | Finalgegner                        | Ergebnis        |
| --- | ------------------ | ------------- | ------------- | ------------------- | ---------------------------------- | --------------- |
| 1.  | 24. Juli 1995      | Amsterdam     | Sand          | Neil Broad          | Marcelo Ríos Sjeng Schalken        | 6:7, 2:6        |
| 2.  | 6. August 1995     | Kitzbühel     | Sand          | Jordi Arrese        | Francisco Montana Greg Van Emburgh | 7:6, 3:6, 6:7   |
| 3.  | 17. März 1996      | Kopenhagen    | Teppich (i)   | Andrew Kratzmann    | Libor Pimek Byron Talbot           | 6:7, 6:3, 3:6   |
| 4.  | 14. September 1998 | Bournemouth   | Sand          | Alberto Berasategui | Neil Broad Kevin Ullyett           | 6:7, 3:6        |
| 5.  | 22. Mai 2000       | Hamburg       | Sand          | Sandon Stolle       | Todd Woodbridge Mark Woodforde     | 5:7, 4:6        |
| 6.  | 1. Januar 2001     | Adelaide      | Hartplatz     | Todd Woodbridge     | David Macpherson Grant Stafford    | 7:65, 4:6, 4:6  |
| 7.  | 29. September 2002 | Hongkong      | Hartplatz     | Andrew Kratzmann    | Jan-Michael Gambill Graydon Oliver | 7:62, 4:6, 6:74 |
| 8.  | 28. Oktober 2002   | Stockholm (1) | Hartplatz (i) | Paul Hanley         | Wayne Black Kevin Ullyett          | 4:6, 6:2, 6:74  |
| 9.  | 18. August 2003    | Cincinnati    | Hartplatz     | Paul Hanley         | Bob Bryan Mike Bryan               | 6:73, 4:6       |
| 10. | 27. Oktober 2003   | Stockholm (2) | Hartplatz (i) | Paul Hanley         | Jonas Björkman Todd Woodbridge     | 3:6, 4:6        |
| 11. | 10. Mai 2004       | Rom           | Sand          | Paul Hanley         | Mahesh Bhupathi Maks Mirny         | 6:1, 4:6, 6:71  |
| 12. | 19. Juli 2004      | Los Angeles   | Hartplatz     | Paul Hanley         | Bob Bryan Mike Bryan               | 3:6, 6:76       |
| 13. | 1. November 2004   | Stockholm (3) | Hartplatz (i) | Paul Hanley         | Feliciano López Fernando Verdasco  | 4:6, 4:6        |
| 14. | 28. Februar 2005   | Scottsdale    | Hartplatz     | Paul Hanley         | Bob Bryan Mike Bryan               | 5:7, 4:6        |
| 15. | 21. März 2005      | Indian Wells  | Hartplatz     | Paul Hanley         | Mark Knowles Daniel Nestor         | 6:76, 6:72      |

## Erfolge bei bedeutenden Turnieren

### Doppel
Die Tabelle listet die Ergebnisse der Grand-Slam-Turniere, der ATP Finals, der Olympischen Spiele, des Davis Cups und der Masters-Turniere auf.
| Turnier           | 2007 | 2006 | 2005 | 2004 | 2003 | 2002 | 2001 | 2000 | 1999 | 1998 | 1997 | 1996 | 1995 | 1994 | 1993 | 1992 | 1991 | Karriere |
| ----------------- | ---- | ---- | ---- | ---- | ---- | ---- | ---- | ---- | ---- | ---- | ---- | ---- | ---- | ---- | ---- | ---- | ---- | -------- |
| Australian Open   | 1    | 1    | 2    | 2    | 1    | 2    | HF   | 1    | 2    | 2    | 2    | 1    | 1    | —    | 1    | 1    | 1    | 1 × HF   |
| French Open       | 2    | 1    | VF   | 1    | HF   | VF   | 1    | 1    | VF   | 1    | 2    | 2    | 1    | —    | —    | —    | —    | 1 × HF   |
| Wimbledon         | 2    | 2    | 1    | HF   | VF   | 1    | 2    | AF   | 2    | 2    | 1    | 1    | 1    | 1    | —    | —    | —    | 1 × HF   |
| US Open           | —    | 2    | AF   | 1    | VF   | AF   | AF   | AF   | AF   | 1    | 1    | —    | 1    | —    | —    | —    | —    | 1 × VF   |
| ATP Finals        | —    | —    | RR   | —    | RR   | —    | —    | —    | —    | —    | —    | —    | —    | —    | —    | —    | —    | 2 × RR   |
| Indian Wells      | —    | —    | F    | VF   | AF   | —    | AF   | AF   | —    | —    | —    | —    | —    | —    | —    | —    | —    | 1 × F    |
| Miami             | —    | —    | 1    | —    | —    | —    | VF   | 2    | —    | —    | —    | —    | —    | —    | —    | —    | —    | 1 × VF   |
| Monte Carlo       | —    | —    | HF   | —    | VF   | —    | —    | 1    | HF   | —    | —    | —    | —    | —    | —    | —    | —    | 2 × HF   |
| Madrid            | —    | —    | VF   | VF   | —    | —    |      |      |      |      |      |      |      |      |      |      |      | 2 × VF   |
| Rom               | —    | —    | AF   | F    | S    | —    | 1    | —    | —    | —    | —    | 1    | AF   | —    | —    | —    | —    | 1 × S    |
| Hamburg           | —    | —    | VF   | VF   | VF   | AF   | AF   | F    | S    | —    | —    | 1    | HF   | —    | —    | —    | —    | 1 × S    |
| Kanada            | —    | VF   | VF   | AF   | VF   | —    | VF   | —    | —    | —    | —    | —    | —    | —    | —    | —    | —    | 4 × VF   |
| Cincinnati        | —    | AF   | AF   | AF   | F    | 1    | AF   | —    | 1    | —    | —    | —    | —    | —    | —    | —    | —    | 1 × F    |
| Stockholm         |      |      |      |      |      |      |      |      |      |      |      |      |      | —    | —    | —    | —    | —        |
| Essen             |      |      |      |      |      |      |      |      |      |      |      |      | —    |      |      |      |      | —        |
| Stuttgart         |      |      |      |      |      |      | VF   | HF   | VF   | —    | —    | —    |      |      |      |      |      | 1 × HF   |
| Paris             | —    | —    | VF   | AF   | S    | —    | —    | VF   | VF   | —    | —    | —    | —    | —    | —    | —    | —    | 1 × S    |
| Olympische Spiele |      |      |      | AF   |      |      |      | —    |      |      |      | —    |      |      |      | —    |      | 1 × AF   |
| Davis Cup         | —    | HF   | VF   | 1    | S    | 1    | F    | F    | —    | —    | —    | —    | —    | —    | —    | —    | —    | 1 × S    |

Zeichenerklärung: S = Turniersieg; F, HF, VF, AF = Einzug ins Finale, Halb-, Viertel-, Achtelfinale; 1, 2, 3 = Ausscheiden in der 1., 2., 3. Haupt- / Finalrunde; Q1, Q2, Q3 = Ausscheiden in der 1., 2. 3. Qualifikationsrunde; RR = Round Robin (Gruppenphase); nicht ausgetragen oder andere Kategorie; PO (Playoff), P2 = Auf-/Abstiegsrunde zur Weltgruppe I/II im Davis Cup; W2 = Teilnahme in der Weltgruppe II